# Atak FMS
Atak Fluhrera, Mantina i Shamira (FMS) – najbardziej popularna forma cyberataku na protokół WEP. Wykorzystane są tutaj wektory IV oraz luki w algorytmie generowania kluczy wewnętrznych szyfru RC4.